# عقب لیل
عقب لیل (به عربی: عقب الليل) یک شهرداری در الجزایر است که در استان عین تموشنت واقع شده‌است.
 عقب لیل ۸۰٫۱۸ کیلومتر مربع مساحت و ۴٬۸۹۴ نفر جمعیت دارد.